# Eleições parlamentares europeias de 2024 no distrito de Portalegre
| Eleições parlamentares europeias de 2024 Distritos: Aveiro \| Beja \| Braga \| Bragança \| Castelo Branco \| Coimbra \| Évora \| Faro \| Guarda \| Leiria \| Lisboa \| Portalegre \| Porto \| Santarém \| Setúbal \| Viana do Castelo \| Vila Real \| Viseu \| Açores \| Madeira \| Estrangeiro |

## Resultados por concelho
Os resultados nos concelhos do Distrito de Portalegre foram os seguintes:

### Alter do Chão
| Partido                 | Partido                                  | Votos | %               | +/-   |
| ----------------------- | ---------------------------------------- | ----- | --------------- | ----- |
|                         | Partido Socialista                       | 548   | 37,13 / 100,00  | 3,05  |
|                         | Aliança Democrática (PPD/PSD-CDS-PP-PPM) | 364   | 24,66 / 100,00  | 2,88  |
|                         | CHEGA                                    | 215   | 14,57 / 100,00  | -     |
|                         | Coligação Democrática Unitária (PCP-PEV) | 123   | 8,33 / 100,00   | 7,62  |
|                         | Iniciativa Liberal                       | 103   | 6,98 / 100,00   | 6,88  |
|                         | Bloco de Esquerda                        | 53    | 3,59 / 100,00   | 3,98  |
|                         | LIVRE                                    | 22    | 1,49 / 100,00   | 0,98  |
|                         | Outros (com menos de 1,00%)              | 29    | 1,97 / 100,00   |       |
| Votos Inválidos         | Votos Inválidos                          | 19    | 1,29 / 100,00   | 4,43  |
| Total                   | Total                                    | 1 476 | 100,00 / 100,00 |       |
| Eleitorado/Participação | Eleitorado/Participação                  | 2 666 | 55,36 / 100,00  | 19,71 |

| Freguesia     | %     | %     | %     | %     | %    | %    | %    | Votantes |
| Freguesia     | PS    | AD    | CH    | CDU   | IL   | BE   | L    | Votantes |
| ------------- | ----- | ----- | ----- | ----- | ---- | ---- | ---- | -------- |
| Freguesia     |       |       |       |       |      |      |      | Votantes |
| Alter do Chão | 28,83 | 30,25 | 16,37 | 6,05  | 9,13 | 4,39 | 1,66 | 843      |
| Chancelaria   | 44,26 | 22,55 | 17,45 | 4,26  | 5,96 | 1,70 | 0,85 | 235      |
| Cunheira      | 57,84 | 14,59 | 9,73  | 8,65  | 2,70 | 2,16 | 1,62 | 185      |
| Seda          | 44,13 | 13,62 | 8,45  | 21,60 | 3,29 | 3,76 | 1,41 | 213      |
| Alter do Chão | 37,13 | 24,66 | 14,57 | 8,33  | 6,98 | 3,59 | 1,49 | 1 476    |

### Arronches
| Partido                 | Partido                                  | Votos | %               | +/-   |
| ----------------------- | ---------------------------------------- | ----- | --------------- | ----- |
|                         | Partido Socialista                       | 407   | 37,76 / 100,00  | 3,77  |
|                         | Aliança Democrática (PPD/PSD-CDS-PP-PPM) | 358   | 33,21 / 100,00  | 5,23  |
|                         | CHEGA                                    | 125   | 11,60 / 100,00  | -     |
|                         | Iniciativa Liberal                       | 59    | 5,47 / 100,00   | 5,34  |
|                         | Coligação Democrática Unitária (PCP-PEV) | 41    | 3,80 / 100,00   | 3,60  |
|                         | Bloco de Esquerda                        | 27    | 2,50 / 100,00   | 3,65  |
|                         | LIVRE                                    | 24    | 2,23 / 100,00   | 1,35  |
|                         | Alternativa Democrática Nacional         | 13    | 1,21 / 100,00   | 0,58  |
|                         | Outros (com menos de 1,00%)              | 12    | 1,11 / 100,00   |       |
| Votos Inválidos         | Votos Inválidos                          | 12    | 1,11 / 100,00   | 4,66  |
| Total                   | Total                                    | 1 078 | 100,00 / 100,00 |       |
| Eleitorado/Participação | Eleitorado/Participação                  | 2 482 | 43,43 / 100,00  | 12,37 |

| Freguesia | %     | %     | %     | %    | %    | %    | %    | %    | Votantes |
| Freguesia | PS    | AD    | CH    | IL   | CDU  | BE   | L    | ADN  | Votantes |
| --------- | ----- | ----- | ----- | ---- | ---- | ---- | ---- | ---- | -------- |
| Freguesia |       |       |       |      |      |      |      |      | Votantes |
| Assunção  | 38,65 | 33,67 | 10,10 | 6,44 | 4,10 | 2,64 | 2,05 | 0,88 | 683      |
| Esperança | 35,42 | 30,42 | 12,50 | 5,00 | 3,75 | 3,33 | 3,33 | 2,08 | 240      |
| Mosteiros | 37,42 | 35,48 | 16,77 | 1,94 | 2,58 | 0,65 | 1,29 | 1,29 | 155      |
| Arronches | 37,76 | 33,21 | 11,60 | 5,47 | 3,80 | 2,50 | 2,23 | 1,21 | 1 078    |

### Avis
| Partido                 | Partido                                  | Votos | %               | +/-   |
| ----------------------- | ---------------------------------------- | ----- | --------------- | ----- |
|                         | Partido Socialista                       | 617   | 30,73 / 100,00  | 3,66  |
|                         | Coligação Democrática Unitária (PCP-PEV) | 531   | 26,44 / 100,00  | 17,77 |
|                         | Aliança Democrática (PPD/PSD-CDS-PP-PPM) | 380   | 18,92 / 100,00  | 9,06  |
|                         | CHEGA                                    | 200   | 9,86 / 100,00   | -     |
|                         | Iniciativa Liberal                       | 109   | 5,43 / 100,00   | 5,19  |
|                         | Bloco de Esquerda                        | 62    | 3,09 / 100,00   | 2,12  |
|                         | LIVRE                                    | 37    | 1,84 / 100,00   | 0,80  |
|                         | Outros (com menos de 1,00%)              | 38    | 1,89 / 100,00   |       |
| Votos Inválidos         | Votos Inválidos                          | 34    | 1,70 / 100,00   | 3,38  |
| Total                   | Total                                    | 2 008 | 100,00 / 100,00 |       |
| Eleitorado/Participação | Eleitorado/Participação                  | 3 322 | 60,45 / 100,00  | 13,67 |

| Freguesia            | %     | %     | %     | %     | %    | %    | %    | Votantes |
| Freguesia            | PS    | CDU   | AD    | CH    | IL   | BE   | L    | Votantes |
| -------------------- | ----- | ----- | ----- | ----- | ---- | ---- | ---- | -------- |
| Freguesia            |       |       |       |       |      |      |      | Votantes |
| Alcórrego e Maranhão | 22,61 | 41,00 | 13,03 | 12,26 | 4,98 | 2,68 | 0,77 | 261      |
| Aldeia Velha         | 25,36 | 33,33 | 14,49 | 11,59 | 3,62 | 3,62 | 2,90 | 138      |
| Avis                 | 29,28 | 24,33 | 21,04 | 8,62  | 6,97 | 4,06 | 2,15 | 789      |
| Benavila e Valongo   | 37,42 | 24,72 | 17,15 | 8,24  | 4,23 | 2,67 | 1,78 | 449      |
| Ervedal              | 34,17 | 20,00 | 23,33 | 10,42 | 4,58 | 1,67 | 2,50 | 240      |
| Figueira e Barros    | 32,06 | 20,61 | 20,61 | 16,79 | 4,58 | 1,53 | 0    | 131      |
| Avis                 | 30,73 | 26,44 | 18,92 | 9,96  | 5,43 | 3,09 | 1,84 | 2 008    |

### Campo Maior
| Partido                 | Partido                                  | Votos | %               | +/-  |
| ----------------------- | ---------------------------------------- | ----- | --------------- | ---- |
|                         | Partido Socialista                       | 1 000 | 42,09 / 100,00  | 7,71 |
|                         | Aliança Democrática (PPD/PSD-CDS-PP-PPM) | 385   | 16,20 / 100,00  | 4,82 |
|                         | CHEGA                                    | 320   | 13,47 / 100,00  | -    |
|                         | Coligação Democrática Unitária (PCP-PEV) | 304   | 12,79 / 100,00  | 3,60 |
|                         | Iniciativa Liberal                       | 138   | 5,81 / 100,00   | 5,72 |
|                         | Bloco de Esquerda                        | 70    | 2,95 / 100,00   | 5,99 |
|                         | LIVRE                                    | 67    | 2,82 / 100,00   | 2,05 |
|                         | Outros (com menos de 1,00%)              | 47    | 1,97 / 100,00   |      |
| Votos Inválidos         | Votos Inválidos                          | 45    | 1,89 / 100,00   | 3,76 |
| Total                   | Total                                    | 2 376 | 100,00 / 100,00 |      |
| Eleitorado/Participação | Eleitorado/Participação                  | 6 954 | 34,17 / 100,00  | 3,38 |

| Freguesia                            | %     | %     | %     | %     | %    | %    | %    | Votantes |
| Freguesia                            | PS    | AD    | CH    | CDU   | IL   | BE   | L    | Votantes |
| ------------------------------------ | ----- | ----- | ----- | ----- | ---- | ---- | ---- | -------- |
| Freguesia                            |       |       |       |       |      |      |      | Votantes |
| Nossa Senhora da Expectação          | 39,74 | 17,80 | 12,74 | 13,85 | 5,26 | 3,54 | 3,54 | 989      |
| Nossa Senhora da Graça dos Degolados | 39,71 | 10,29 | 18,63 | 14,22 | 6,86 | 2,94 | 1,96 | 204      |
| São João Batista                     | 44,46 | 15,89 | 13,19 | 11,67 | 6,09 | 2,45 | 2,37 | 1 183    |
| Campo Maior                          | 42,09 | 16,20 | 13,47 | 12,79 | 5,81 | 2,95 | 2,82 | 2 376    |

### Castelo de Vide
| Partido                 | Partido                                  | Votos | %               | +/-   |
| ----------------------- | ---------------------------------------- | ----- | --------------- | ----- |
|                         | Partido Socialista                       | 585   | 39,34 / 100,00  | 2,55  |
|                         | Aliança Democrática (PPD/PSD-CDS-PP-PPM) | 396   | 26,63 / 100,00  | 1,14  |
|                         | CHEGA                                    | 112   | 7,53 / 100,00   | -     |
|                         | Coligação Democrática Unitária (PCP-PEV) | 89    | 5,99 / 100,00   | 1,60  |
|                         | Iniciativa Liberal                       | 84    | 5,65 / 100,00   | 5,18  |
|                         | Bloco de Esquerda                        | 74    | 4,98 / 100,00   | 3,92  |
|                         | LIVRE                                    | 55    | 3,70 / 100,00   | 2,39  |
|                         | Alternativa Democrática Nacional         | 20    | 1,34 / 100,00   | 0,78  |
|                         | Pessoas–Animais–Natureza                 | 19    | 1,28 / 100,00   | 0,97  |
|                         | Outros (com menos de 1,00%)              | 13    | 0,88 / 100,00   |       |
| Votos Inválidos         | Votos Inválidos                          | 40    | 2,69 / 100,00   | 3,78  |
| Total                   | Total                                    | 1 487 | 100,00 / 100,00 |       |
| Eleitorado/Participação | Eleitorado/Participação                  | 2 666 | 55,78 / 100,00  | 17,44 |

| Freguesia                                | %     | %     | %     | %     | %    | %    | %    | %    | %    | Votantes |
| Freguesia                                | PS    | AD    | CH    | CDU   | IL   | BE   | L    | ADN  | PAN  | Votantes |
| ---------------------------------------- | ----- | ----- | ----- | ----- | ---- | ---- | ---- | ---- | ---- | -------- |
| Freguesia                                |       |       |       |       |      |      |      |      |      | Votantes |
| Nossa Senhora da Graça de Póvoa e Meadas | 43,15 | 16,94 | 10,89 | 10,89 | 3,23 | 3,63 | 2,02 | 2,42 | 1,61 | 248      |
| Santa Maria da Devesa                    | 42,60 | 25,95 | 6,11  | 6,56  | 5,19 | 5,65 | 3,36 | 0,92 | 1,07 | 655      |
| Santiago Maior                           | 33,20 | 30,47 | 7,81  | 2,34  | 7,42 | 3,52 | 5,86 | 0,78 | 2,73 | 256      |
| São João Batista                         | 34,76 | 32,32 | 7,62  | 3,96  | 7,01 | 5,79 | 3,96 | 1,83 | 0,30 | 328      |
| Castelo de Vide                          | 39,34 | 26,63 | 7,53  | 5,99  | 5,65 | 4,98 | 3,70 | 1,34 | 1,28 | 1 487    |

### Crato
| Partido                 | Partido                                  | Votos | %               | +/-   |
| ----------------------- | ---------------------------------------- | ----- | --------------- | ----- |
|                         | Partido Socialista                       | 656   | 40,05 / 100,00  | 7,43  |
|                         | Aliança Democrática (PPD/PSD-CDS-PP-PPM) | 397   | 24,24 / 100,00  | 6,45  |
|                         | CHEGA                                    | 243   | 14,84 / 100,00  | -     |
|                         | Coligação Democrática Unitária (PCP-PEV) | 96    | 5,86 / 100,00   | 5,77  |
|                         | Iniciativa Liberal                       | 89    | 5,43 / 100,00   | 5,09  |
|                         | Bloco de Esquerda                        | 58    | 3,54 / 100,00   | 3,65  |
|                         | LIVRE                                    | 38    | 2,32 / 100,00   | 1,72  |
|                         | Alternativa Democrática Nacional         | 21    | 1,28 / 100,00   | 1,11  |
|                         | Outros (com menos de 1,00%)              | 12    | 0,73 / 100,00   |       |
| Votos Inválidos         | Votos Inválidos                          | 28    | 1,71 / 100,00   | 4,70  |
| Total                   | Total                                    | 1 638 | 100,00 / 100,00 |       |
| Eleitorado/Participação | Eleitorado/Participação                  | 2 898 | 56,52 / 100,00  | 18,33 |

| Freguesia                                     | %     | %     | %     | %    | %    | %    | %    | %    | Votantes |
| Freguesia                                     | PS    | AD    | CH    | CDU  | IL   | BE   | L    | ADN  | Votantes |
| --------------------------------------------- | ----- | ----- | ----- | ---- | ---- | ---- | ---- | ---- | -------- |
| Freguesia                                     |       |       |       |      |      |      |      |      | Votantes |
| Aldeia da Mata                                | 42,21 | 24,33 | 17,87 | 2,66 | 6,08 | 1,52 | 1,14 | 1,14 | 263      |
| Crato e Mártires, Flor da Rosa e Vale do Peso | 37,35 | 25,51 | 13,24 | 7,10 | 5,71 | 4,31 | 2,91 | 1,18 | 929      |
| Gáfete                                        | 45,52 | 20,34 | 17,59 | 5,52 | 4,14 | 1,72 | 1,38 | 1,72 | 290      |
| Monte da Pedra                                | 42,31 | 23,72 | 14,10 | 4,49 | 5,13 | 5,77 | 2,56 | 1,28 | 156      |
| Crato                                         | 40,05 | 24,24 | 14,84 | 5,86 | 5,43 | 3,54 | 2,32 | 1,28 | 1 638    |

### Elvas
| Partido                 | Partido                                  | Votos  | %               | +/-   |
| ----------------------- | ---------------------------------------- | ------ | --------------- | ----- |
|                         | Partido Socialista                       | 2 333  | 35,09 / 100,00  | 9,74  |
|                         | Aliança Democrática (PPD/PSD-CDS-PP-PPM) | 1 512  | 22,74 / 100,00  | 1,30  |
|                         | CHEGA                                    | 1 433  | 21,55 / 100,00  | -     |
|                         | Iniciativa Liberal                       | 477    | 7,17 / 100,00   | 6,81  |
|                         | Coligação Democrática Unitária (PCP-PEV) | 267    | 4,02 / 100,00   | 2,33  |
|                         | LIVRE                                    | 173    | 2,60 / 100,00   | 1,99  |
|                         | Bloco de Esquerda                        | 169    | 2,54 / 100,00   | 6,11  |
|                         | Alternativa Democrática Nacional         | 69     | 1,04 / 100,00   | 0,81  |
|                         | Outros (com menos de 1,00%)              | 119    | 1,81 / 100,00   |       |
| Votos Inválidos         | Votos Inválidos                          | 97     | 1,46 / 100,00   | 4,73  |
| Total                   | Total                                    | 6 649  | 100,00 / 100,00 |       |
| Eleitorado/Participação | Eleitorado/Participação                  | 18 469 | 36,00 / 100,00  | 10,93 |

| Freguesia                                   | %     | %     | %     | %    | %    | %    | %    | %    | Votantes |
| Freguesia                                   | PS    | AD    | CH    | IL   | CDU  | L    | BE   | ADN  | Votantes |
| ------------------------------------------- | ----- | ----- | ----- | ---- | ---- | ---- | ---- | ---- | -------- |
| Freguesia                                   |       |       |       |      |      |      |      |      | Votantes |
| Assunção, Ajuda, Salvador e Santo Ildefonso | 30,77 | 27,86 | 20,87 | 8,12 | 2,82 | 2,82 | 2,42 | 0,86 | 3 019    |
| Barbacena e Vila Fernando                   | 37,47 | 17,52 | 19,14 | 5,66 | 7,28 | 3,23 | 3,77 | 1,62 | 371      |
| Caia, São Pedro e Alcáçova                  | 39,34 | 17,44 | 23,39 | 6,36 | 3,06 | 2,81 | 2,89 | 1,07 | 1 210    |
| Santa Eulália                               | 44,84 | 16,85 | 19,29 | 6,25 | 3,80 | 1,09 | 2,99 | 1,63 | 368      |
| São Brás e São Lourenço                     | 36,98 | 21,07 | 22,86 | 7,95 | 3,98 | 2,58 | 1,39 | 1,39 | 503      |
| São Vicente e Ventosa                       | 36,00 | 19,27 | 25,45 | 6,91 | 6,18 | 1,45 | 2,18 | 0    | 275      |
| Terrugem e Vila Boim                        | 37,54 | 19,27 | 21,37 | 5,76 | 7,42 | 2,33 | 2,55 | 1,22 | 903      |
| Elvas                                       | 35,09 | 22,74 | 21,55 | 7,17 | 4,02 | 2,60 | 2,54 | 1,04 | 6 649    |

### Fronteira
| Partido                 | Partido                                  | Votos | %               | +/-   |
| ----------------------- | ---------------------------------------- | ----- | --------------- | ----- |
|                         | Partido Socialista                       | 509   | 38,77 / 100,00  | 2,94  |
|                         | Aliança Democrática (PPD/PSD-CDS-PP-PPM) | 403   | 30,69 / 100,00  | 6,16  |
|                         | CHEGA                                    | 159   | 12,11 / 100,00  | -     |
|                         | Coligação Democrática Unitária (PCP-PEV) | 82    | 6,25 / 100,00   | 4,70  |
|                         | Iniciativa Liberal                       | 53    | 4,04 / 100,00   | 3,84  |
|                         | Bloco de Esquerda                        | 28    | 2,13 / 100,00   | 3,50  |
|                         | LIVRE                                    | 19    | 1,45 / 100,00   | 0,85  |
|                         | Outros (com menos de 1,00%)              | 39    | 2,96 / 100,00   |       |
| Votos Inválidos         | Votos Inválidos                          | 21    | 1,60 / 100,00   | 5,54  |
| Total                   | Total                                    | 1 313 | 100,00 / 100,00 |       |
| Eleitorado/Participação | Eleitorado/Participação                  | 2 638 | 49,77 / 100,00  | 12,81 |

| Freguesia      | %     | %     | %     | %    | %    | %    | %    | Votantes |
| Freguesia      | PS    | AD    | CH    | CDU  | IL   | BE   | L    | Votantes |
| -------------- | ----- | ----- | ----- | ---- | ---- | ---- | ---- | -------- |
| Freguesia      |       |       |       |      |      |      |      | Votantes |
| Cabeço de Vide | 37,11 | 29,78 | 12,67 | 9,11 | 3,78 | 2,00 | 2,00 | 450      |
| Fronteira      | 38,42 | 31,50 | 12,57 | 4,10 | 4,24 | 2,26 | 1,41 | 708      |
| São Saturnino  | 45,16 | 29,68 | 8,39  | 7,74 | 3,87 | 1,94 | 0    | 155      |
| Fronteira      | 38,77 | 30,69 | 12,11 | 6,25 | 4,04 | 2,13 | 1,45 | 1 313    |

### Gavião
| Partido                 | Partido                                  | Votos | %               | +/-   |
| ----------------------- | ---------------------------------------- | ----- | --------------- | ----- |
|                         | Partido Socialista                       | 1 048 | 50,58 / 100,00  | 5,22  |
|                         | Aliança Democrática (PPD/PSD-CDS-PP-PPM) | 366   | 17,66 / 100,00  | 4,82  |
|                         | CHEGA                                    | 206   | 9,94 / 100,00   | -     |
|                         | Coligação Democrática Unitária (PCP-PEV) | 154   | 7,43 / 100,00   | 2,45  |
|                         | Iniciativa Liberal                       | 89    | 4,30 / 100,00   | 4,03  |
|                         | Bloco de Esquerda                        | 70    | 3,38 / 100,00   | 2,18  |
|                         | LIVRE                                    | 44    | 2,12 / 100,00   | 1,37  |
|                         | Outros (com menos de 1,00%)              | 57    | 2,75 / 100,00   |       |
| Votos Inválidos         | Votos Inválidos                          | 38    | 1,83 / 100,00   | 3,94  |
| Total                   | Total                                    | 2 072 | 100,00 / 100,00 |       |
| Eleitorado/Participação | Eleitorado/Participação                  | 3 124 | 66,33 / 100,00  | 22,14 |

| Freguesia        | %     | %     | %     | %     | %    | %    | %    | Votantes |
| Freguesia        | PS    | AD    | CH    | CDU   | IL   | BE   | L    | Votantes |
| ---------------- | ----- | ----- | ----- | ----- | ---- | ---- | ---- | -------- |
| Freguesia        |       |       |       |       |      |      |      | Votantes |
| Belver           | 57,24 | 12,28 | 7,02  | 9,43  | 4,39 | 2,63 | 2,41 | 456      |
| Comenda          | 49,33 | 15,25 | 9,19  | 12,11 | 4,26 | 2,69 | 2,02 | 446      |
| Gavião e Atalaia | 46,33 | 21,54 | 11,06 | 4,42  | 5,12 | 3,96 | 2,33 | 859      |
| Margem           | 54,34 | 18,33 | 12,22 | 6,11  | 1,93 | 3,86 | 1,29 | 311      |
| Gavião           | 50,58 | 17,66 | 9,94  | 7,43  | 4,30 | 3,38 | 2,12 | 2 072    |

### Marvão
| Partido                 | Partido                                  | Votos | %               | +/-   |
| ----------------------- | ---------------------------------------- | ----- | --------------- | ----- |
|                         | Partido Socialista                       | 501   | 35,84 / 100,00  | 13,71 |
|                         | Aliança Democrática (PPD/PSD-CDS-PP-PPM) | 423   | 30,26 / 100,00  | 6,67  |
|                         | CHEGA                                    | 132   | 9,44 / 100,00   | -     |
|                         | Iniciativa Liberal                       | 90    | 6,44 / 100,00   | 5,77  |
|                         | Bloco de Esquerda                        | 65    | 4,65 / 100,00   | 1,53  |
|                         | LIVRE                                    | 56    | 4,01 / 100,00   | 2,77  |
|                         | Coligação Democrática Unitária (PCP-PEV) | 48    | 3,43 / 100,00   | 1,18  |
|                         | Alternativa Democrática Nacional         | 18    | 1,29 / 100,00   | 0,95  |
|                         | Pessoas–Animais–Natureza                 | 16    | 1,14 / 100,00   | 1,44  |
|                         | Outros (com menos de 1,00%)              | 18    | 1,29 / 100,00   |       |
| Votos Inválidos         | Votos Inválidos                          | 31    | 2,22 / 100,00   | 3,85  |
| Total                   | Total                                    | 1 398 | 100,00 / 100,00 |       |
| Eleitorado/Participação | Eleitorado/Participação                  | 2 549 | 54,85 / 100,00  | 23,12 |

| Freguesia                | %     | %     | %     | %    | %    | %    | %    | %    | %    | Votantes |
| Freguesia                | PS    | AD    | CH    | IL   | BE   | L    | CDU  | ADN  | PAN  | Votantes |
| ------------------------ | ----- | ----- | ----- | ---- | ---- | ---- | ---- | ---- | ---- | -------- |
| Freguesia                |       |       |       |      |      |      |      |      |      | Votantes |
| Beirã                    | 27,56 | 35,90 | 12,18 | 3,85 | 5,13 | 6,41 | 1,28 | 1,92 | 0    | 156      |
| Santa Maria de Marvão    | 31,75 | 28,25 | 9,84  | 8,57 | 5,71 | 7,30 | 3,49 | 0,63 | 1,59 | 315      |
| Santo António das Areias | 41,57 | 27,48 | 6,24  | 4,39 | 4,62 | 2,77 | 4,85 | 1,85 | 2,08 | 433      |
| São Salvador da Aramenha | 36,03 | 32,19 | 11,13 | 7,69 | 3,85 | 2,23 | 2,83 | 1,01 | 0,40 | 494      |
| Marvão                   | 35,84 | 30,26 | 9,44  | 6,44 | 4,65 | 4,01 | 3,43 | 1,29 | 1,14 | 1 398    |

### Monforte
| Partido                 | Partido                                  | Votos | %               | +/-   |
| ----------------------- | ---------------------------------------- | ----- | --------------- | ----- |
|                         | Partido Socialista                       | 417   | 35,13 / 100,00  | 2,47  |
|                         | Aliança Democrática (PPD/PSD-CDS-PP-PPM) | 292   | 24,60 / 100,00  | 6,56  |
|                         | CHEGA                                    | 212   | 17,86 / 100,00  | -     |
|                         | Coligação Democrática Unitária (PCP-PEV) | 126   | 10,61 / 100,00  | 10,86 |
|                         | Iniciativa Liberal                       | 45    | 3,79 / 100,00   | 3,43  |
|                         | LIVRE                                    | 25    | 2,11 / 100,00   | 1,52  |
|                         | Bloco de Esquerda                        | 23    | 1,94 / 100,00   | 3,87  |
|                         | Alternativa Democrática Nacional         | 13    | 1,10 / 100,00   | 0,74  |
|                         | Outros (com menos de 1,00%)              | 17    | 1,43 / 100,00   |       |
| Votos Inválidos         | Votos Inválidos                          | 17    | 1,43 / 100,00   | 3,55  |
| Total                   | Total                                    | 1 187 | 100,00 / 100,00 |       |
| Eleitorado/Participação | Eleitorado/Participação                  | 2 567 | 46,24 / 100,00  | 13,72 |

| Freguesia    | %     | %     | %     | %     | %    | %    | %    | %    | Votantes |
| Freguesia    | PS    | AD    | CH    | CDU   | IL   | L    | BE   | ADN  | Votantes |
| ------------ | ----- | ----- | ----- | ----- | ---- | ---- | ---- | ---- | -------- |
| Freguesia    |       |       |       |       |      |      |      |      | Votantes |
| Assumar      | 35,35 | 18,60 | 8,84  | 25,12 | 3,26 | 1,86 | 4,19 | 0,93 | 215      |
| Monforte     | 35,32 | 28,94 | 18,72 | 8,72  | 2,55 | 1,70 | 1,28 | 0,64 | 470      |
| Santo Aleixo | 41,62 | 15,68 | 21,62 | 8,65  | 3,24 | 2,70 | 2,16 | 2,16 | 185      |
| Vaiamonte    | 30,91 | 27,44 | 20,50 | 4,73  | 6,31 | 2,52 | 1,26 | 1,26 | 317      |
| Monforte     | 35,13 | 24,60 | 17,86 | 10,61 | 3,79 | 2,11 | 1,94 | 1,10 | 1 187    |

### Nisa
| Partido                 | Partido                                  | Votos | %               | +/-   |
| ----------------------- | ---------------------------------------- | ----- | --------------- | ----- |
|                         | Partido Socialista                       | 1 302 | 41,62 / 100,00  | 4,53  |
|                         | Aliança Democrática (PPD/PSD-CDS-PP-PPM) | 833   | 26,63 / 100,00  | 5,92  |
|                         | CHEGA                                    | 330   | 10,55 / 100,00  | -     |
|                         | Coligação Democrática Unitária (PCP-PEV) | 221   | 7,07 / 100,00   | 4,09  |
|                         | Iniciativa Liberal                       | 132   | 4,22 / 100,00   | 4,03  |
|                         | LIVRE                                    | 85    | 2,72 / 100,00   | 1,40  |
|                         | Bloco de Esquerda                        | 84    | 2,69 / 100,00   | 2,23  |
|                         | Alternativa Democrática Nacional         | 39    | 1,25 / 100,00   | 0,82  |
|                         | Outros (com menos de 1,00%)              | 41    | 1,30 / 100,00   |       |
| Votos Inválidos         | Votos Inválidos                          | 61    | 1,95 / 100,00   | 5,38  |
| Total                   | Total                                    | 3 128 | 100,00 / 100,00 |       |
| Eleitorado/Participação | Eleitorado/Participação                  | 5 534 | 56,52 / 100,00  | 20,55 |

| Freguesia                                          | %     | %     | %     | %     | %    | %    | %    | %    | Votantes |
| Freguesia                                          | PS    | AD    | CH    | CDU   | IL   | L    | BE   | ADN  | Votantes |
| -------------------------------------------------- | ----- | ----- | ----- | ----- | ---- | ---- | ---- | ---- | -------- |
| Freguesia                                          |       |       |       |       |      |      |      |      | Votantes |
| Alpalhão                                           | 39,06 | 32,62 | 10,94 | 5,86  | 3,32 | 3,32 | 1,56 | 1,37 | 512      |
| Arez e Amieira do Tejo                             | 46,43 | 21,43 | 10,00 | 6,43  | 3,93 | 3,57 | 3,57 | 1,43 | 280      |
| Espírito Santo, Nossa Senhora da Graça e São Simão | 41,42 | 27,05 | 9,11  | 7,29  | 5,26 | 2,38 | 2,73 | 0,91 | 1 427    |
| Montalvão                                          | 43,84 | 20,09 | 11,42 | 10,50 | 0,91 | 5,02 | 2,74 | 0,91 | 219      |
| Santana                                            | 48,86 | 19,89 | 10,23 | 7,39  | 2,84 | 1,14 | 2,84 | 2,27 | 176      |
| São Matias                                         | 30,00 | 30,00 | 16,67 | 7,33  | 7,33 | 1,33 | 3,33 | 2,00 | 150      |
| Tolosa                                             | 42,31 | 26,37 | 13,19 | 6,04  | 3,02 | 2,47 | 3,02 | 1,65 | 364      |
| Nisa                                               | 41,62 | 26,63 | 10,55 | 7,07  | 4,22 | 2,72 | 2,69 | 1,25 | 3 128    |

### Ponte de Sor
| Partido                 | Partido                                  | Votos  | %               | +/-   |
| ----------------------- | ---------------------------------------- | ------ | --------------- | ----- |
|                         | Partido Socialista                       | 2 207  | 38,60 / 100,00  | 3,25  |
|                         | Aliança Democrática (PPD/PSD-CDS-PP-PPM) | 1 210  | 21,16 / 100,00  | 6,55  |
|                         | CHEGA                                    | 691    | 12,08 / 100,00  | -     |
|                         | Coligação Democrática Unitária (PCP-PEV) | 572    | 10,00 / 100,00  | 7,47  |
|                         | Iniciativa Liberal                       | 404    | 7,07 / 100,00   | 6,72  |
|                         | Bloco de Esquerda                        | 194    | 3,39 / 100,00   | 5,26  |
|                         | LIVRE                                    | 153    | 2,68 / 100,00   | 1,74  |
|                         | Alternativa Democrática Nacional         | 58     | 1,01 / 100,00   | 0,75  |
|                         | Outros (com menos de 1,00%)              | 115    | 2,00 / 100,00   |       |
| Votos Inválidos         | Votos Inválidos                          | 114    | 1,99 / 100,00   | 4,08  |
| Total                   | Total                                    | 5 718  | 100,00 / 100,00 |       |
| Eleitorado/Participação | Eleitorado/Participação                  | 13 626 | 41,96 / 100,00  | 11,64 |

| Freguesia                            | %     | %     | %     | %     | %     | %    | %    | %    | Votantes |
| Freguesia                            | PS    | AD    | CH    | CDU   | IL    | BE   | L    | ADN  | Votantes |
| ------------------------------------ | ----- | ----- | ----- | ----- | ----- | ---- | ---- | ---- | -------- |
| Freguesia                            |       |       |       |       |       |      |      |      | Votantes |
| Foros de Arrão                       | 38,71 | 14,66 | 10,85 | 19,65 | 5,57  | 3,52 | 3,52 | 1,17 | 341      |
| Galveias                             | 39,72 | 21,04 | 12,06 | 14,66 | 4,73  | 4,02 | 0,95 | 0,47 | 423      |
| Longomel                             | 51,39 | 13,16 | 8,61  | 10,13 | 4,81  | 4,05 | 2,78 | 1,27 | 395      |
| Montargil                            | 30,04 | 24,69 | 11,05 | 11,76 | 10,78 | 3,21 | 3,48 | 0,80 | 1 122    |
| Ponte de Sor, Tramaga e Vale de Açor | 39,77 | 21,59 | 12,95 | 7,88  | 6,55  | 3,29 | 2,53 | 1,11 | 3 437    |
| Ponte de Sor                         | 38,60 | 21,16 | 12,08 | 10,00 | 7,07  | 3,39 | 2,68 | 1,01 | 5 718    |

### Portalegre
| Partido                 | Partido                                  | Votos  | %               | +/-  |
| ----------------------- | ---------------------------------------- | ------ | --------------- | ---- |
|                         | Partido Socialista                       | 2 764  | 34,87 / 100,00  | 2,85 |
|                         | Aliança Democrática (PPD/PSD-CDS-PP-PPM) | 2 710  | 34,19 / 100,00  | 7,97 |
|                         | CHEGA                                    | 787    | 9,93 / 100,00   | -    |
|                         | Iniciativa Liberal                       | 545    | 6,88 / 100,00   | 6,16 |
|                         | Coligação Democrática Unitária (PCP-PEV) | 317    | 4,00 / 100,00   | 2,70 |
|                         | Bloco de Esquerda                        | 246    | 3,10 / 100,00   | 6,87 |
|                         | LIVRE                                    | 185    | 2,33 / 100,00   | 1,04 |
|                         | Alternativa Democrática Nacional         | 84     | 1,06 / 100,00   | 0,85 |
|                         | Outros (com menos de 1,00%)              | 99     | 1,27 / 100,00   |      |
| Votos Inválidos         | Votos Inválidos                          | 189    | 2,39 / 100,00   | 5,36 |
| Total                   | Total                                    | 7 926  | 100,00 / 100,00 |      |
| Eleitorado/Participação | Eleitorado/Participação                  | 19 627 | 40,38 / 100,00  | 8,58 |

| Freguesia                   | %     | %     | %     | %    | %    | %    | %    | %    | Votantes |
| Freguesia                   | PS    | AD    | CH    | IL   | CDU  | BE   | L    | ADN  | Votantes |
| --------------------------- | ----- | ----- | ----- | ---- | ---- | ---- | ---- | ---- | -------- |
| Freguesia                   |       |       |       |      |      |      |      |      | Votantes |
| Alagoa                      | 42,27 | 35,45 | 10,91 | 4,55 | 1,36 | 1,36 | 1,82 | 0    | 220      |
| Alegrete                    | 38,58 | 34,83 | 11,61 | 4,68 | 1,12 | 1,87 | 2,62 | 1,87 | 534      |
| Fortios                     | 34,60 | 29,43 | 13,77 | 4,99 | 6,02 | 2,41 | 3,10 | 0,52 | 581      |
| Reguengo e São Julião       | 30,38 | 40,00 | 7,34  | 9,37 | 1,77 | 2,78 | 3,54 | 1,01 | 395      |
| Ribeira de Nisa e Carreiras | 32,51 | 35,29 | 8,47  | 8,94 | 4,78 | 3,08 | 2,77 | 1,39 | 649      |
| Sé e São Lourenço           | 34,26 | 34,32 | 9,60  | 7,28 | 4,35 | 3,46 | 2,14 | 0,98 | 4 916    |
| Urra                        | 39,46 | 31,85 | 10,30 | 4,44 | 3,33 | 2,85 | 1,90 | 1,58 | 631      |
| Portalegre                  | 34,87 | 34,19 | 9,93  | 6,88 | 4,00 | 3,10 | 2,33 | 1,06 | 7 926    |

### Sousel
| Partido                 | Partido                                  | Votos | %               | +/-   |
| ----------------------- | ---------------------------------------- | ----- | --------------- | ----- |
|                         | Partido Socialista                       | 688   | 36,12 / 100,00  | 3,48  |
|                         | Aliança Democrática (PPD/PSD-CDS-PP-PPM) | 548   | 28,77 / 100,00  | 6,18  |
|                         | CHEGA                                    | 258   | 13,54 / 100,00  | -     |
|                         | Coligação Democrática Unitária (PCP-PEV) | 150   | 7,87 / 100,00   | 6,71  |
|                         | Iniciativa Liberal                       | 91    | 4,78 / 100,00   | 4,49  |
|                         | Bloco de Esquerda                        | 49    | 2,57 / 100,00   | 3,58  |
|                         | LIVRE                                    | 38    | 1,99 / 100,00   | 1,13  |
|                         | Outros (com menos de 1,00%)              | 42    | 2,20 / 100,00   |       |
| Votos Inválidos         | Votos Inválidos                          | 41    | 2,15 / 100,00   | 5,65  |
| Total                   | Total                                    | 1 905 | 100,00 / 100,00 |       |
| Eleitorado/Participação | Eleitorado/Participação                  | 3 849 | 49,49 / 100,00  | 14,01 |

| Freguesia   | %     | %     | %     | %     | %    | %    | %    | Votantes |
| Freguesia   | PS    | AD    | CH    | CDU   | IL   | BE   | L    | Votantes |
| ----------- | ----- | ----- | ----- | ----- | ---- | ---- | ---- | -------- |
| Freguesia   |       |       |       |       |      |      |      | Votantes |
| Cano        | 37,66 | 30,30 | 14,29 | 3,90  | 5,41 | 3,25 | 1,08 | 462      |
| Casa Branca | 36,21 | 26,74 | 12,63 | 11,16 | 4,00 | 2,53 | 2,32 | 475      |
| Santo Amaro | 38,19 | 23,96 | 12,15 | 11,11 | 3,82 | 2,78 | 3,47 | 288      |
| Sousel      | 34,12 | 31,18 | 14,26 | 6,91  | 5,29 | 2,06 | 1,76 | 680      |
| Sousel      | 36,12 | 28,77 | 13,54 | 7,87  | 4,78 | 2,57 | 1,99 | 1 905    |